# الكتلة الوطنية الحرة
الكتلة الوطنية الحرة هو حزب سياسي ليبي أسس في طرابلس بتاريخ 30 مايو 1946 برئاسة علي الفقيه حسن وكانت غالبية أعضائه من أعيان طرابلس ومثقفيها.

## الحزب
أسس الحزب في طرابلس علي الفقيه حسن بعد انفصاله عن الحزب الوطني مع البشير بن حمزة وأحمد الفقيه حسن ومحمد توفيق المبروك آخرين. أصدر الحزب صحيفة «الكتلة».
رفض الحزب ربط إمارة إدريس السنوسي بقضية وحدة ليبيا متهما إياه بمحاولة تقسيم ليبيا عبر إعلانه استقلال برقة، وطالب بوحدة واستقلال ليبيا، انضمامها إلى جامعة الدول العربية. عبر الحزب عن توجهات مناهضة للنفوذ البريطاني، ونادى بتعريب الجهاز الإداري وناهض الهجرة الإيطالية إلى ليببا التي اعتبرها محاولة لإعادة الاستعمار الإيطالي إلى البلاد. وتعرض الحزب بدوره للملاحقة، وفي 17 فبراير 1947 اعتقلت السلطات البريطانية رئيس الكتلة علي الفقيه حسن وسكرتيره في 17 فبراير 1947 وأرغم على الاستقالة من قبل الإدارة البريطانية في طرابلس بتاريخ 5 أبريل 1948.